# GHC Tag Team Championship
El GHC Tag Team Championship (Campeonato en Parejas de la GHC, en español) es un campeonato de lucha libre profesional creado y utilizado por la compañía japonesa Pro Wrestling NOAH. El campeonato se creó el 19 de octubre de 2001, realizándose un torneo para definir a los primeros campeones, el cual fue ganado por 2 Cold Scorpio & Vader.
El GHC Tag Team Championship no es el único título en parejas que posee la empresa, siendo el más importante el GHC Junior Heavyweight Tag Team Championship, ostentado por equipos cuyos poseedores son de clase peso junior.

## Campeones
El Campeonato en Parejas de la GHC es un campeonato en parejas creado por NOAH en 2001. Los campeones inaugurales fueron 2 Cold Scorpio & Vader, quienes ganaron en Tug of War 2001 - Day 10, y desde entonces ha habido 40 distintos equipos y 47 luchadores campeones oficiales, repartidos en 51 reinados en total. Además, el campeonato ha sido declarado vacante en cuatro ocasiones a lo largo de su historia.
El reinado más largo en la historia del título le pertenece a Bison Smith & Akitoshi Saito, quienes mantuvieron el campeonato por 486 días entre 2008 y 2009. Por otro lado, un equipo ha tenido un reinado de menos de 10 días: D'Lo Brown & Barry Buchanan, solo 7 días en 2007. Aquel reinado es el más corto en la historia del campeonato.
En cuanto a los días en total como campeones (un acumulado entre la suma de todos los días de los reinados individuales de cada luchador), Naomichi Marufuji & Takashi Sugiura posee el primer lugar, con 499 días como campeones en sus 3 reinados. Les siguen Akitoshi Saito & Bison Smith (486 días en su único reinado), K.E.S. — Davey Boy Smith Jr. & Lance Archer — (482 días en sus 2 reinados), Jun Akiyama & Akitoshi Saito (438 días en sus 2 reinados) y Mitsuharu Misawa & Yoshinari Ogawa (388 días en sus 2 reinados). En cuanto a los días en total como campeones, de manera individual, Naomichi Marufuji posee el primer lugar con 1258 días en sus nueve reinados. Le siguen Takashi Sugiura — (1168 días en sus diez reinados), Akitoshi Saito (1091 días en sus cinco reinados), Takeshi Morishima (759 días en sus 5 reinados), y Muhammad Yone (652 en sus 5 reinados).
Por último, AXIS es el equipo con más reinados con tres. Individualmente, Takashi Sugiura es el luchador con más reinados con diez.

### Campeones actuales
Los actuales campeones son Masa Kitamiya & Takashi Sugiura quienes se encuentra en su primer reinado como campeones, Kitamiya & Sugiura ganaron los títulos tras derrotar a Daiki Inaba & Manobu Soya el 11 de agosto de 2025 en NOAH Kawasaki Summer Voyage 2025.
Kitamiya & Sugiura aún no registran hasta el 21 de junio de 2025 defensas televisadas.

### Lista de campeones
|    | Luchador                                                                    | N.º | Fecha                    | Días | Show o evento                             | Notas y referencias |
| -- | --------------------------------------------------------------------------- | --- | ------------------------ | ---- | ----------------------------------------- | --- |
| 1  | 2 Cold Scorpio (1) & Vader (1)                                              | 1   | 19 de octubre de 2001    | 42   | Tug of War 2001 - Day 10                  | Derrotaron a Jun Akiyama & Akitoshi Saito en la final de un torneo para convertirse en los campeones inaugurales.                                                                                                 |
| 2  | Mitsuharu Misawa (1) & Yoshinari Ogawa (1)                                  | 1   | 30 de noviembre de 2001  | 9    | Navigation in Raging Ocean 2001 - Day 8   | [ 2 ] |
| 3  | No Fear (Takao Omori (1) & Yoshihiro Takayama (1))                          | 1   | 9 de diciembre de 2001   | 70   | Navigation in Raging Ocean 2001 - Day 14  | [ 3 ] |
| 4  | Wild II (Takeshi Morishima (1) & Takeshi Rikio (1))                         | 1   | 17 de febrero de 2002    | 218  | Navigate for Evolution 2002 - Day 10      | [ 4 ] |
| 5  | Akitoshi Saito (1) & Jun Akiyama (1)                                        | 1   | 23 de septiembre de 2002 | 256  | Great Voyage                              | [ 5 ] |
| 6  | Kenta Kobashi (1) & Tamon Honda (1)                                         | 1   | 6 de junio de 2003       | 177  | Navigation with Breeze 2003 - Day 17      | [ 6 ] |
| 7  | Hiroshi Tanahashi (1) & Yuji Nagata (1)                                     | 1   | 30 de noviembre de 2003  | 41   | Navigation, Uprising Spirit 2004 - Day 11 | [ 7 ] |
| 8  | Mitsuharu Misawa (2) & Yoshinari Ogawa (2)                                  | 2   | 10 de enero de 2004      | 379  | Great Voyage                              | [ 8 ] |
| 9  | 2 Cold Scorpio (2) & Doug Williams (1)                                      | 1   | 23 de enero de 2005      | 146  | The First Navigation 2005 - Day 9         | [ 9 ] |
| 10 | Minoru Suzuki (1) & Naomichi Marufuji (1)                                   | 1   | 18 de junio de 2005      | 132  | Limits                                    | [ 10 ] |
| 11 | Muhammad Yone (1) & Takeshi Morishima (2)                                   | 1   | 28 de octubre de 2005    | 219  | Autumn Navigation 2006 - Day 14           | [ 11 ] |
| 12 | Kenta Kobashi (2) & Tamon Honda (2)                                         | 2   | 6 de junio de 2006       | 113  | Northern Navigation 2006 - Day 12         | [ 12 ] |
| —  | Vacante                                                                     | —   | 25 de septiembre de 2006 | —    | —                                         | Debido al cáncer de riñón de Kobashi. |
| 13 | Muhammad Yone (2) & Takeshi Morishima (3)                                   | 2   | 2 de diciembre de 2006   | 120  | Winter Navigation 2006                    | Derrotaron a Takuma Sano & Yoshihiro Takayama en la final del torneo por los títulos vacantes.. |
| 14 | Jun Akiyama (2) & Takeshi Rikio (2)                                         | 1   | 1 de abril de 2007       | 165  | Spring Navigation 2007 - Day 1            | [ 14 ] |
| —  | Vacante                                                                     | —   | 13 de septiembre de 2007 | —    | —                                         | Debido a una lesión del cuello de Rikio. |
| 15 | RO&D (Buchanan (1) & D'Lo Brown (1))                                        | 1   | 20 de octubre de 2007    | 7    | Autumn Navigation 2007 - Day 8            | Derrotaron a Akira Taue & Go Shiozaki en el Torneo Decisivo por los títulos vacantes. |
| 16 | Team Ikko (Naomichi Marufuji (2) & Takashi Sugiura (1))                     | 1   | 27 de octubre de 2007    | 209  | Autumn Navigation 2007 - Day 12           | [ 16 ] |
| 17 | Akitoshi Saito (2) & Bison Smith (1)                                        | 1   | 23 de mayo de 2008       | 486  | NOAH Northern Navigation 2008 - Day 5     | Este es el reinado más largo de la historia. |
| 18 | Kensuke Sasaki (1) & Takeshi Morishima (4)                                  | 1   | 21 de septiembre de 2009 | 76   | Exceeding Our Dreams 2009 - Day 5         | [ 18 ] |
| 19 | Disobey (Muhammad Yone (3) & Takeshi Rikio (3))                             | 1   | 6 de diciembre de 2009   | 129  | Winter Navigation 2009 - Day 10           | [ 19 ] |
| 20 | Bison Smith (2) & Keith Walker (1)                                          | 1   | 14 de abril de 2010      | 149  | Spring Navigation 2010 - Day 4            | |
| —  | Vacante                                                                     | —   | 10 de septiembre de 2010 | —    | —                                         | Debido a que Walker no regresó a Japón debido a la muerte de su padre. |
| 21 | Takuma Sano (1) & Yoshihiro Takayama (2)                                    | 1   | 18 de septiembre de 2010 | 273  | Shiny Navigation 2010 - Day 5             | Derrotaron a Akitoshi Saito & Bison Smith para ganar los títulos vacantes. |
| 22 | Bad Intentions (Giant Bernard (1) & Karl Anderson (1))                      | 1   | 18 de junio de 2011      | 218  | Dominion 6.18                             | El Campeonato en Parejas de la IWGP de Bad Intentions también estuvieron en juego. |
| 23 | Special Assault Team (Jun Akiyama (3) & Akitoshi Saito (3))                 | 2   | 22 de enero de 2012      | 182  | Great Voyage In Osaka 2012                | |
| 24 | Magnus (1) & Samoa Joe (1)                                                  | 1   | 22 de julio de 2012      | 78   | Great Voyage 2012 In Ryogoku              | |
| 25 | No Mercy (KENTA (1) & Maybach Taniguchi (1))                                | 1   | 8 de octubre de 2012     | 18   | Autumn Navigation 2012                    | |
| 26 | Special Assault Team (Akitoshi Saito (4) & Go Shiozaki (1))                 | 1   | 26 de octubre de 2012    | 44   | Autumn Navigation 2012 - Day 5            | |
| 27 | Brave (Naomichi Marufuji (3) & Takashi Sugiura (2))                         | 1   | 9 de diciembre de 2012   | 91   | The Great Voyage In Ryogoku 2012 Vol. 2   | Antes conocidos bajo el nombre del grupo Team Ikko. |
| 28 | Chaos (Takashi Iizuka (1) & Toru Yano (1))                                  | 1   | 10 de marzo de 2013      | 119  | Great Voyage 2013 In Yokohama             | |
| 29 | TMDK (Mikey Nicholls (1) & Shane Haste (1))                                 | 1   | 7 de julio de 2013       | 202  | Great Voyage 2013 In Tokyo                | |
| 30 | Choukibou-gun (Maybach Taniguchi (2) & Takeshi Morishima (5))               | 1   | 25 de enero de 2014      | 126  | The First Navigation 2014 - Day 11        | |
| 31 | Dangan Yankies (Masato Tanaka (1) & Takashi Sugiura (3))                    | 1   | 31 de mayo de 2014       | 224  | Navigation with Breeze 2014 - Day 4       | |
| 32 | TMDK (Mikey Nicholls (2) & Shane Haste (2))                                 | 2   | 10 de enero de 2015      | 32   | New Year Navigation 2015                  | |
| 33 | K.E.S. (Davey Boy Smith Jr. (1) & Lance Archer (1))                         | 1   | 11 de febrero de 2015    | 472  | Great Voyage 2015 in Nagoya               | |
| 34 | Naomichi Marufuji (4) & Toru Yano (2)                                       | 1   | 28 de mayo de 2016       | 179  | Great Voyage 2016 in Osaka                | |
| 35 | K.E.S. (Davey Boy Smith Jr. (2) & Lance Archer (2))                         | 2   | 23 de noviembre de 2016  | 10   | Global League-sen 2016                    | |
| 36 | Go Shiozaki (2) & Maybach Taniguchi (3)                                     | 1   | 3 de diciembre de 2016   | 49   | One Night Cruise 2016 in Differ           | |
| 37 | Kenoh (1) & Masa Kitamiya (1)                                               | 1   | 21 de enero de 2017      | 34   | The First Navig. 2017                     | |
| —  | Vacante                                                                     | —   | 24 de febrero de 2017    | —    | The Second Navig. 2017                    | Debido a que Kenoh traicionó a su compañero Kitamiya. |
| 38 | Kenoh (2) & Takashi Sugiura (4)                                             | 1   | 12 de marzo de 2017      | 33   | Great Voyage 2017 in Yokohama             | Derrotaron a Masa Kitamiya y Muhammad Yone por el título vacante. |
| 39 | Maybach Taniguchi (4) & Naomichi Marufuji (5)                               | 1   | 14 de abril de 2017      | 134  | GTL e no Countdown                        | |
| 40 | Atsushi Kotoge (1) & Go Shiozaki (3)                                        | 1   | 26 de agosto de 2017     | 36   | Summer Navig. 2017 Vol. 2                 | |
| 41 | 50 Funky Powers (Muhammad Yone (4) & Quiet Storm (1))                       | 1   | 1 de octubre de 2017     | 161  | Great Voyage 2017 in Yokohama Vol. 2      | |
| 42 | The Aggression (Katsuhiko Nakajima (1) & Masa Kitamiya (2))                 | 1   | 11 de marzo de 2018      | 49   | Great Voyage 2018 in Yokohama             | |
| 43 | Kaito Kiyomiya (1) & Go Shiozaki (4)                                        | 1   | 29 de abril de 2018      | 30   | Great Voyage 2018 in Niigata              | |
| 44 | The Aggression (Katsuhiko Nakajima (2) & Masa Kitamiya (3))                 | 2   | 29 de mayo de 2018       | 60   | Navigation with Breeze 2018               | |
| 45 | Akitoshi Saito (5) & Naomichi Marufuji (6)                                  | 1   | 28 de julio de 2018      | 123  | Global Junior Tag League 2018             | |
| —  | Vacante                                                                     | —   | 28 de noviembre de 2018  | —    | —                                         | Debido a una lesión de Marufuji. |
| 46 | Go Shiozaki (5) & Katsuhiko Nakajima (3)                                    | 1   | 7 de diciembre de 2018   | 9    | Winter Navigation                         | Derrotaron a Kenoh y Masa Kitamiya por el título vacante. |
| 47 | Hooligans (Maybach Taniguchi (5) & Yuji Hino (1))                           | 1   | 16 de diciembre de 2018  | 47   | Great Voyage in Yokohama Vol. 2           | |
| 48 | 50 Funky Powers (Muhammad Yone (5) & Quiet Storm (2))                       | 2   | 1 de febrero de 2019     | 23   | Navigation for the Future 2019            | |
| 49 | AXIZ (Go Shiozaki (6) & Katsuhiko Nakajima (4))                             | 2   | 24 de febrero de 2019    | 109  | Navigation for the Progress 2019          | |
| 50 | Kazma Sakamoto (1) & Takashi Sugiura (5)                                    | 1   | 13 de junio de 2019      | 14   | Global Tag League 2019 - Tag 4            | |
| 51 | AXIZ (Go Shiozaki (7) & Katsuhiko Nakajima (5))                             | 3   | 27 de junio de 2019      | 192  | Global Junior League 2019 - Tag 1         | |
| 52 | Masaaki Mochizuki (1) & Naomichi Marufuji (7)                               | 1   | 5 de enero de 2020       | 105  | Reboot                                    | |
| 53 | Sugiura-gun International (El Hijo de Dr. Wagner Jr. (1) & René Duprée (1)) | 1   | 19 de abril de 2020      | 113  | NOAH the Spirit                           | |
| —  | Vacante                                                                     | —   | 10 de agosto de 2020     | —    | —                                         | Debido a que ninguno de los campeones pudieron ingresar a Japón para defender debido a las restricciones de viaje como resultado de la pandemia de coronavirus (COVID-19).                                        |
| 54 | Sugiura-gun (Kazushi Sakuraba (1) & Takashi Sugiura (6))                    | 1   | 30 de agosto de 2020     | 189  | KAWASAKI, GO! 2020                        | Derrotaron a AXIZ (Go Shiozaki & Katsuhiko Nakajima) por los títulos vacantes. |
| 55 | The Aggression (Katsuhiko Nakajima (6) & Masa Kitamiya (4))                 | 3   | 7 de marzo de 2021       | 137  | Great Voyage 2021 In Yokohama             | Masa Kitamiya se volvió contra Katsuhiko Nakajima luego de su defensa del título. A pesar de eso, ambos siguieron siendo campeones hasta que se celebró un combate decisivo.                                      |
| 56 | Kaito Kiyomiya (2) & Masa Kitamiya (5)                                      | 3   | 22 de julio de 2021      | 114  | NOAH Up To Emotion 2021 Día 4             | Manabu Soya se asoció con Nakajima para defenderse de Kiyomiya y Kitamiya para determinar nuevos campeones en pareja.                                                                                             |
| 57 | M's Alliance (Keiji Muto (1) & Naomichi Marufuji (8))                       | 1   | 13 de noviembre de 2021  | 87   | NOAH Demolition Stage 2021 In Yokohama    | |
| —  | Vacante                                                                     | —   | 8 de febrero de 2022     | —    | —                                         | Debido a una lesión de Muto. |
| 58 | Sugiura-gun (Takashi Sugiura (7) e Hideki Suzuki (1))                       | 1   | 13 de marzo de 2022      | 52   | NOAH Great Voyage 2022 In Yokohama        | Derrotaron a Kaito Kiyomiya & Daiki Inaba en la Final de un Torneo por los títulos vacantes. |
| 59 | Sugiura-gun International (El Hijo de Dr. Wagner Jr. (2) & René Duprée (2)) | 2   | 4 de mayo de 2022        | 17   | NOAH Dream On 2022                        | |
| 60 | Michael Elgin (1) & Masa Kitamiya (6)                                       | 1   | 17 de mayo de 2022       | 56   | Dream On Final 2022                       | |
| —  | Vacante                                                                     | —   | 16 de julio de 2022      | —    | —                                         | Debido a que Elgin no pudo llegar a la defensa del título. |
| 61 | Sugiura-gun (Hideki Suzuki (2) & Timothy Thatcher (1))                      | 1   | 16 de julio de 2022      | 71   | Destination 2022                          | Derrotaron a Masa Kitamiya & Yoshiki Inamura para ganar los títulos vacantes. |
| 62 | Taka and Satoshi (Takashi Sugiura (8) & Satoshi Kojima (1))                 | 1   | 25 de septiembre de 2022 | 140  | Grand Ship in Nagoya 2022                 | |
| 63 | Masa Kitamiya (7) & Daiki Inaba (1)                                         | 1   | 12 de febrero de 2023    | 63   | Great Voyage in Osaka 2023                | [ 20 ] |
| 64 | Takashi Sugiura (9) & Shuhei Taniguchi (6)                                  | 1   | 16 de abril de 2023      | 18   | Green Journey in Sendai 2023              | Taniguchi antes conocido como Maybach Taniguchi. |
| 65 | Real (Timothy Thatcher (2) & Saxon Huxley (1))                              | 1   | 4 de mayo de 2023        | 143  | Majestic 2023                             | [ 22 ] |
| 66 | Good Looking Guys (Jack Morris (1) & Anthony Greene (1))                    | 1   | 24 de septiembre de 2023 | 266  | Grand Ship In Nagoya 2023                 | |
| 67 | Naomichi Marufuji (9) & Takashi Sugiura (10)                                | 3   | 16 de junio de 2024      | 199  | NOAH Grand Ship 2024 In Yokohama          | Marufuji & Sugiura ganaron previamente los títulos bajo el nombre de los grupos Team Ikko y Brave. Sin embargo, en este reinado, no usaron ninguno de esos nombres como equipo.                                   |
| 68 | Team 2000X (Jack Morris (2) & Omos (1))                                     | 1   | 1 de enero de 2025       | 24   | NOAH The New Year 2025                    | |
| —  | Vacante                                                                     | —   | 27 de abril de 2025      | —    | —                                         | Debido a que el campeón Omos transfirió su título a Daga tras anunciar a su regreso a la WWE el 25 de abril. Este cambio de título no fue reconocido por NOAH y se declaró oficialmente vacante dos días después. |
| 69 | Team 2000X (Jack Morris (3) & Daga (1))                                     | 1   | 6 de abril de 2025       | 27   | NOAH Sunny Voyage 2025                    | Derrotaron a All Rebellion (Galeno & Kaito Kiyomiya) para ganar los títulos vacantes. |
| 70 | Kenoh (3) & Ulka Sasaki (1)                                                 | 1   | 3 de mayo de 2025        | 31   | NOAH Memorial Voyage 2025                 | |
| 71 | Passionate (Daiki Inaba (2) & Manabu Soya (1))                              | 1   | 3 de junio de 2025       | 69   | NOAH Star Navigation 2025                 | [ 24 ] |
| 72 | Team 2000X (Masa Kitamiya (8) & Takashi Sugiura (11))                       | 1   | 3 de junio de 2025       | 0+   | NOAH Kawasaki Summer Voyage 2025          | [ 25 ] |

### Total de días con el título
La siguiente lista muestra el total de días que un equipo o un luchador ha poseído el campeonato, si se suman todos los reinados que posee. Actualizado a la fecha del 11 de agosto de 2025.

#### Por equipos
A la fecha del 11 de agosto de 2025.
| + | Indica a los campeones actuales |

| N.º | Campeones                                                           | Reinados | Total de días |
| --- | ------------------------------------------------------------------- | -------- | ------------- |
| 1   | Team Ikko/Brave (Naomichi Marufuji & Takashi Sugiura)               | 3        | 499           |
| 2   | Akitoshi Saito & Bison Smith                                        | 1        | 486           |
| 3   | K.E.S. (Dave Boy Smith Jr. & Lance Archer)                          | 2        | 482           |
| 4   | Jun Akiyama & Akitoshi Saito                                        | 2        | 438           |
| 5   | Mitsuharu Misawa & Yoshinari Ogawa                                  | 2        | 388           |
| 6   | Takeshi Morishima & Muhammad Yone                                   | 2        | 339           |
| 7   | AXIZ (Go Shiozaki & Katsuhiko Nakajima)                             | 3        | 310           |
| 8   | Tamon Honda & Kenta Kobashi                                         | 2        | 290           |
| 9   | Takuma Sano & Yoshihiro Takayama                                    | 1        | 273           |
| 10  | Good Looking Guys (Anthony Greene & Jack Morris)                    | 1        | 266           |
| 11  | TMDK (Mikey Nicholls & Shane Haste)                                 | 2        | 234           |
| 12  | The Aggression (Katsuhiko Nakajima & Masa Kitamiya)                 | 3        | 246           |
| 13  | Dangan Yankies (Masato Tanaka & Takashi Sugiura)                    | 1        | 224           |
| 14  | Wild II (Takeshi Morishima & Takeshi Rikio)                         | 1        | 218           |
| 14  | Bad Intentions (Giant Bernard & Karl Anderson)                      | 1        | 218           |
| 16  | Sugiura-gun (Kazushi Sakuraba & Takashi Sugiura)                    | 1        | 189           |
| 17  | 50 Funky Powers (Muhammad Yone & Quiet Storm)                       | 2        | 184           |
| 18  | Naomichi Marufuji & Toru Yano                                       | 1        | 179           |
| 19  | Jun Akiyama & Takeshi Rikio                                         | 1        | 165           |
| 20  | Bison Smith & Keith Walker                                          | 1        | 149           |
| 21  | 2 Cold Scorpio & Doug Williams                                      | 1        | 146           |
| 22  | Real (Timothy Thatcher & Saxon Huxley)                              | 1        | 143           |
| 23  | Takashi & Satoshi/TakaKoji (Takashi Sugiura & Satoshi Kojima)       | 1        | 140           |
| 24  | Maybach Taniguchi & Naomichi Marufuji                               | 1        | 134           |
| 25  | Naomichi Marufuji & Minoru Suzuki                                   | 1        | 132           |
| 26  | Disobey (Takeshi Rikio & Muhammad Yone)                             | 1        | 129           |
| 27  | Choukibou-gun (Maybach Taniguchi & Takeshi Morishima)               | 1        | 126           |
| 28  | Naomichi Marufuji & Akitoshi Saito                                  | 1        | 123           |
| 29  | Chaos (Takashi Iizuka & Toru Yano)                                  | 1        | 119           |
| 30  | Sugiura-gun International (El Hijo de Dr. Wagner Jr. & René Duprée) | 2        | 115           |
| 31  | Kaito Kiyomiya & Masa Kitamiya                                      | 1        | 114           |
| 32  | Masaaki Mochizuki & Naomichi Marufuji                               | 1        | 105           |
| 33  | M's Alliance (Keiji Muto & Naomichi Marufuji)                       | 1        | 87            |
| 34  | Magnus & Samoa Joe                                                  | 1        | 78            |
| 35  | Kensuke Sasaki & Takeshi Morishima                                  | 1        | 76            |
| 36  | Sugiura-gun (Hideki Suzuki & Timothy Thatcher)                      | 1        | 71            |
| 37  | No Fear (Takao Omori & Yoshihiro Takayama)                          | 1        | 70            |
| 38  | Passionate (Daiki Inaba & Manabu Soya)                              | 1        | 69            |
| 39  | Masa Kitamiya & Daiki Inaba                                         | 1        | 63            |
| 40  | Michael Elgin & Masa Kitamiya                                       | 1        | 56            |
| 41  | Sugiura-gun (Takashi Sugiura e Hideki Suzuki)                       | 1        | 52            |
| 42  | Go Shiozaki & Maybach Taniguchi                                     | 1        | 49            |
| 43  | Hooligans (Maybach Taniguchi & Yuji Hino)                           | 1        | 47            |
| 44  | Special Assault Team (Akitoshi Saito & Go Shiozaki)                 | 1        | 44            |
| 45  | 2 Cold Scorpio & Vader                                              | 1        | 42            |
| 46  | Yuji Nagata & Hiroshi Tanahashi                                     | 1        | 41            |
| 47  | Atsushi Kotoge & Go Shiozaki                                        | 1        | 36            |
| 48  | Kenoh & Masa Kitamiya                                               | 1        | 34            |
| 49  | Kenoh & Takashi Sugiura                                             | 1        | 33            |
| 50  | Kenoh & Ulka Sasaki                                                 | 1        | 31            |
| 51  | Go Shiozaki & Kaito Kiyomiya                                        | 1        | 30            |
| 52  | Team 2000X (Jack Morris & Daga)                                     | 1        | 27            |
| 53  | Team 2000X (Jack Morris & Omos)                                     | 1        | 24            |
| 54  | No Mercy (KENTA & Maybach Taniguchi)                                | 1        | 18            |
| 54  | Takashi Sugiura & Shuhei Taniguchi                                  | 1        | 18            |
| 56  | Kazma Sakamoto & Takashi Sugiura                                    | 1        | 14            |
| 38  | Team 2000X (Masa Kitamiya & Takashi Sugiura)                        | 1        | 0+            |
| 57  | RO&D (D'Lo Brown & Buchanan)                                        | 1        | 7             |

#### Por luchador
A la fecha del 11 de agosto de 2025.
| + | Indica el campeón actual |

| N.º | Campeón                            | Reinados | Total de días |
| --- | ---------------------------------- | -------- | ------------- |
| 1   | Naomichi Marufuji                  | 9        | 1258          |
| 2   | Takashi Sugiura                    | 11       | 1168+         |
| 3   | Akitoshi Saito                     | 5        | 1091          |
| 4   | Takeshi Morishima                  | 5        | 759           |
| 5   | Muhammad Yone                      | 5        | 652           |
| 6   | Bison Smith                        | 2        | 635           |
| 7   | Jun Akiyama                        | 3        | 603           |
| 8   | Katsuhiko Nakajima                 | 6        | 556           |
| 9   | Masa Kitamiya                      | 8        | 513+          |
| 10  | Takeshi Rikio                      | 3        | 512           |
| 11  | Davey Boy Smith Jr.                | 2        | 482           |
| 11  | Lance Archer                       | 2        | 482           |
| 13  | Go Shiozaki                        | 7        | 469           |
| 14  | Maybach Taniguchi/Shuhei Taniguchi | 6        | 392           |
| 15  | Mitsuharu Misawa                   | 2        | 388           |
| 15  | Yoshinari Ogawa                    | 2        | 388           |
| 17  | Yoshihiro Takayama                 | 2        | 343           |
| 18  | Jack Morris                        | 3        | 319           |
| 19  | Toru Yano                          | 2        | 298           |
| 20  | Kenta Kobashi                      | 2        | 290           |
| 20  | Tamon Honda                        | 2        | 290           |
| 22  | Takuma Sano                        | 1        | 273           |
| 23  | Anthony Greene                     | 1        | 266           |
| 24  | Shane Haste                        | 2        | 234           |
| 24  | Mikey Nicholls                     | 2        | 234           |
| 26  | Masato Tanaka                      | 2        | 224           |
| 27  | Karl Anderson                      | 1        | 218           |
| 27  | Giant Bernard                      | 1        | 218           |
| 29  | Timothy Thatcher                   | 2        | 214           |
| 30  | Kazushi Sakuraba                   | 1        | 189           |
| 31  | 2 Cold Scorpio                     | 2        | 188           |
| 32  | Quiet Storm                        | 2        | 184           |
| 33  | Keith Walker                       | 1        | 149           |
| 34  | Doug Williams                      | 1        | 146           |
| 35  | Kaito Kiyomiya                     | 2        | 144           |
| 36  | Saxon Huxley                       | 1        | 143           |
| 37  | Satoshi Kojima                     | 1        | 140           |
| 38  | Daiki Inaba                        | 2        | 132           |
| 38  | Minoru Suzuki                      | 1        | 132           |
| 40  | Hideki Suzuki                      | 2        | 123           |
| 41  | Takashi Iizuka                     | 1        | 119           |
| 42  | El Hijo de Dr. Wagner Jr.          | 2        | 115           |
| 42  | René Duprée                        | 2        | 115           |
| 44  | Masaaki Mochizuki                  | 1        | 106           |
| 45  | Kenoh                              | 3        | 98            |
| 46  | Keiji Muto                         | 1        | 87            |
| 47  | Magnus                             | 1        | 78            |
| 47  | Samoa Joe                          | 1        | 78            |
| 49  | Kensuke Sasaki                     | 1        | 76            |
| 50  | Takao Omori                        | 1        | 70            |
| 51  | Manabu Soya                        | 1        | 69            |
| 52  | Michael Elgin                      | 1        | 56            |
| 53  | Yuji Hino                          | 1        | 47            |
| 54  | Vader                              | 1        | 42            |
| 55  | Hiroshi Tanahashi                  | 1        | 41            |
| 55  | Yuji Nagata                        | 1        | 41            |
| 57  | Atsushi Kotoge                     | 1        | 36            |
| 58  | Ulka Sasaki                        | 1        | 31            |
| 59  | Daga                               | 1        | 27            |
| 60  | Omos                               | 1        | 24            |
| 61  | KENTA                              | 1        | 18            |
| 62  | Kazma Sakamoto                     | 1        | 14            |
| 63  | Buchanan                           | 1        | 7             |
| 63  | D'Lo Brown                         | 1        | 7             |

### Mayor cantidad de reinados

#### Por equipos
| Reinados | Luchador (es) |
| -------- | --- |
| 3 veces  | AXIZ, The Agression, Brave |
| 2 veces  | Mitsuharu Misawa & Yoshinari Ogawa, Tamon Honda & Kenta Kobashi, Takeshi Morishima & Muhammad Yone, Special Assault Team, TMDK, K.E.S., 50 Funky Powers, Sugiura-gun International |

#### Por luchador
| Reinados | Luchador (es) |
| -------- | --- |
| 11 veces | Takashi Sugiura |
| 9 veces  | Naomichi Marufuji |
| 8 veces  | Masa Kitamiya |
| 7 veces  | Go Shiozaki |
| 6 veces  | Katsuhiko Nakajima, Maybach Taniguchi/Shuhei Taniguchi |
| 5 veces  | Takeshi Morishima, Akitoshi Saito, Muhammad Yone |
| 3 veces  | Jun Akiyama, Takeshi Rikio, Jack Morris, Kenoh |
| 2 veces  | 2 Cold Scorpio, Tamon Honda, Kenta Kobashi, Toru Yano, Yoshihiro Takayama, Yoshinari Ogawa, Mitsuharu Misawa, Kaito Kiyomiya, Bison Smith, Shane Haste, Mikey Nicholls, Davey Boy Smith Jr., Lance Archer, Quiet Storm, Kaito Kiyomiya, El Hijo de Dr. Wagner Jr., René Duprée, Hideki Suzuki, Timothy Thatcher, Daiki Inaba. |